# Richard Adelbert Lipsius

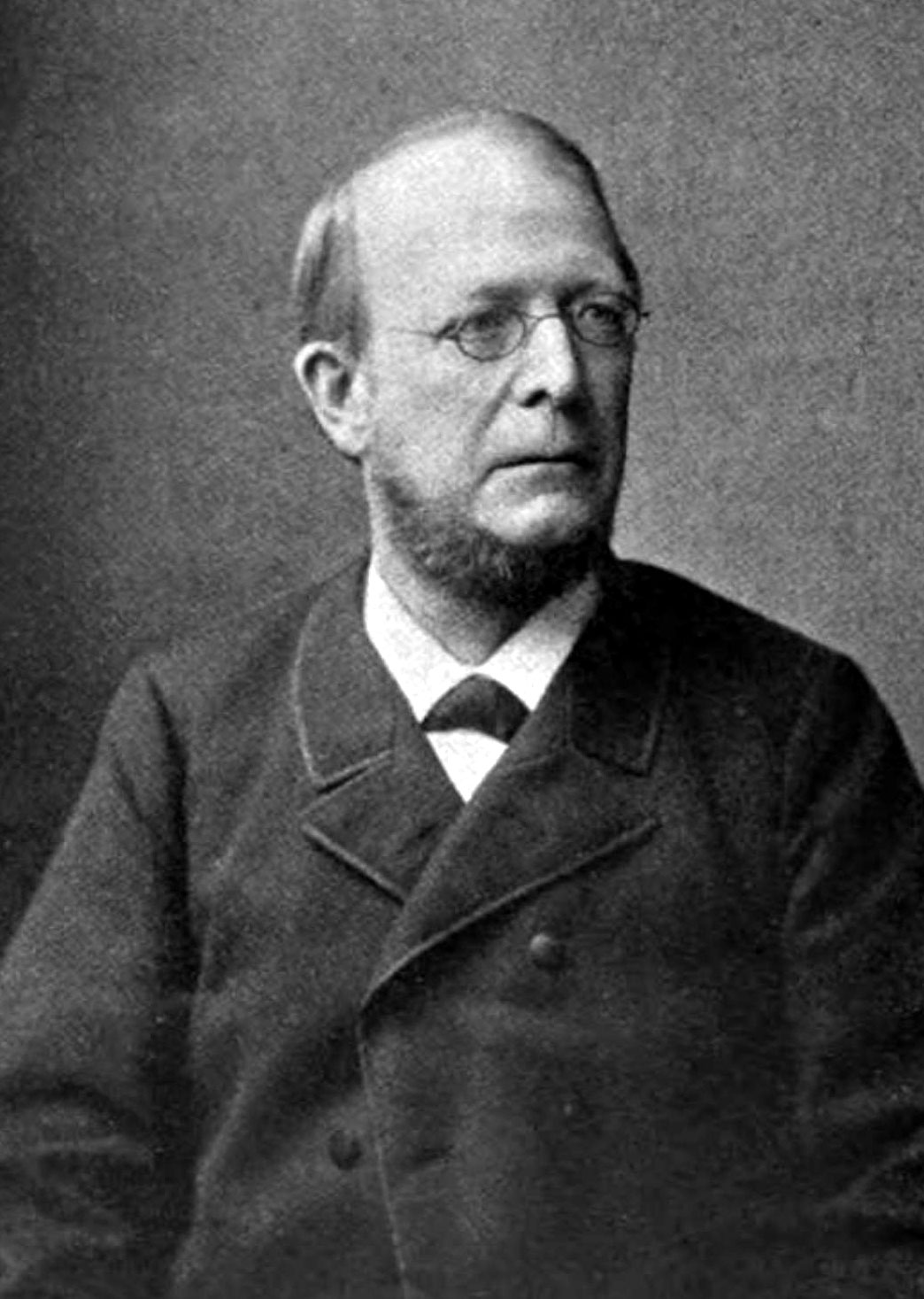
Richard Adelbert Lipsius.

Richard Adelbert Lipsius, född den 14 februari 1830 i Gera, död den 19 augusti 1892 i Jena, var en tysk teolog. Han var son till Karl Heinrich Adelbert Lipsius och bror till Konstantin Lipsius.
Lipsius blev 1859 extra ordinarie professor i Leipzig, 1861 ordinarie professor vid den evangelisk-teologiska fakulteten i Wien och 1865 professor i Kiel, där han råkade i en häftig fejd med generalsuperintendenten Koopmann i spetsen för det strängt konfessionella partiet. År 1871 överflyttade Lipsius som professor till Jena, där han utnämndes 1873 till storhertigligt kyrkoråd och 1884 till geheimekyrkoråd. Lipsius var från 1875 en av utgivarna av Jahrbücher für protestantische Theologie. Sin mera frisinnat protestantiska riktning betecknade Lipsius redan genom sitt förstlingsarbete Die paulinische Rechtfertigungslehre (1853), och han påverkades alltmer av Kant, Schleiermacher och F.C. Baur. Hans främsta arbete på det rent teologiska området är Lehrbuch der evangelisch-protestantischen Dogmatik (1876; tredje upplagan 1893), i vilken han på kantiansk grundval sökt framställa en systematiskt avslutad världsåskådning. Av hans historisk-kritiska arbeten bör nämnas Der Gnostizismus (1860), Quellen der römischen Petrussage (1871), Die Quellen der ältesten Ketzergeschichte (1875) samt Die apokryphen Apostelgeschichten (tre band, 1883–1890).